# Gabriel Moulin
Pour les articles homonymes, voir Moulin (homonymie).
Gabriel Moulin est un homme politique français né le 26 septembre 1810 à Clermont-Ferrand (Puy-de-Dôme) et décédé le 24 avril 1873 à Clermont-Ferrand.

## Biographie
Fils du député Jean Moulin et de Françoise-Marie Burin du Leyrit, et petit-fils de Michel Moulin député à la Législative, il est avocat général à la Cour d'appel de Riom en 1840. Il est député du Puy-de-Dôme de 1845 à 1848, siégeant dans la majorité gouvernementale. 
Il est directeur général des Cultes en 1847 et conseiller d’État le 20 février 1848. 
Il est de nouveau député de 1849 à 1851, siégeant avec les orléanistes. Président du conseil général, il est représentant du Puy-de-Dôme de 1871 à 1873, siégeant avec les monarchistes. Il est président de la Réunion des réservoirs et membre de la Réunion Saint-Marc-Girardin.

## Sources
- « Gabriel Moulin », dans Adolphe Robert et Gaston Cougny, Dictionnaire des parlementaires français, Edgar Bourloton, 1889-1891 [détail de l’édition]